# Grand Prix Formule 1 van Maleisië 2000
De Grand Prix Formule 1 van Maleisië 2000 werd gehouden op 22 oktober 2000 op het Sepang International Circuit in Sepang.

## Verslag
Opnieuw was Mika Häkkinen beter weg dan Michael Schumacher bij de start,  maar nu bleek dat de Fin een valse start had gemaakt.
Häkkinen werd hiervoor bestraft met een stop & go penalty en kwam daarna niet meer voor in de strijd om de overwinning.
David Coulthard leidde de race, maar verloor deze weer aan Schumacher omdat hij tijdens een pitstop ook wat rommel uit zijn radiatoren moest laten halen.  
Michael Schumacher leidde de rest van de wedstrijd.
De laatste race van Johnny Herbert eindigde met een flinke crash toen zijn achterwielophanging het begaf.

## Uitslag
| Positie | Nummer | Rijder                | Team               | Ronden | Tijd/Opgave   | Startplaats | Punten |
| ------- | ------ | --------------------- | ------------------ | ------ | ------------- | ----------- | ------ |
| 1       | 3      | Michael Schumacher    | Scuderia Ferrari   | 56     | 1:35:54.235   | 1           | 10     |
| 2       | 2      | David Coulthard       | McLaren - Mercedes | 56     | +0.732        | 3           | 6      |
| 3       | 4      | Rubens Barrichello    | Scuderia Ferrari   | 56     | +18.444       | 4           | 4      |
| 4       | 1      | Mika Häkkinen         | McLaren - Mercedes | 56     | +35.269       | 2           | 3      |
| 5       | 22     | Jacques Villeneuve    | BAR-Honda          | 56     | +1:10.692     | 6           | 2      |
| 6       | 7      | Eddie Irvine          | Jaguar Racing      | 56     | +1:12.568     | 7           | 1      |
| 7       | 12     | Alexander Wurz        | Benetton Formula   | 56     | +1:29.314     | 5           |        |
| 8       | 17     | Mika Salo             | Sauber - Petronas  | 55     | +1 Ronde      | 17          |        |
| 9       | 11     | Giancarlo Fisichella  | Benetton Formula   | 55     | +1 Ronde      | 13          |        |
| 10      | 19     | Jos Verstappen        | Arrows - Supertec  | 55     | +1 Ronde      | 15          |        |
| 11      | 14     | Jean Alesi            | Prost Grand Prix   | 55     | +1 Ronde      | 18          |        |
| 12      | 6      | Jarno Trulli          | Jordan-Mugen-Honda | 55     | +1 Ronde      | 9           |        |
| 13      | 21     | Gaston Mazzacane      | Minardi            | 50     | Motor         | 22          |        |
| Ret     | 8      | Johnny Herbert        | Jaguar Racing      | 48     | Wielophanging | 12          |        |
| Ret     | 23     | Ricardo Zonta         | BAR-Honda          | 46     | Motor         | 11          |        |
| Ret     | 9      | Ralf Schumacher       | Williams-BMW       | 43     | Motor         | 8           |        |
| Ret     | 20     | Marc Gené             | Minardi            | 36     | Wiel          | 21          |        |
| Ret     | 10     | Jenson Button         | Williams-BMW       | 18     | Motor         | 16          |        |
| Ret     | 5      | Heinz-Harald Frentzen | Jordan-Mugen-Honda | 7      | Elektrisch    | 10          |        |
| Ret     | 18     | Pedro de la Rosa      | Arrows - Supertec  | 0      | Botsing       | 14          |        |
| Ret     | 15     | Nick Heidfeld         | Prost Grand Prix   | 0      | Botsing       | 19          |        |
| Ret     | 16     | Pedro Diniz           | Sauber - Petronas  | 0      | Botsing       | 20          |        |

## Wetenswaardigheden
- Laatste race: Johnny Herbert, Pedro Diniz, Supertec motoren.
- Mika Häkkinen kreeg een stop-and-go-penalty voor een valse start.
- Ferrari won de wereldtitel voor de constructeurs.
- Johnny Herbert stopte met de Formule 1 na deze race waarin hij een naar ongeluk meemaakte na een fout in de wielophanging.

## Statistieken
| Snelste ronde | Mika Häkkinen | McLaren - Mercedes | 1:38.543 |

## Noot
- Dit was de 25ste snelste ronde voor een Finse coureur.
- Vijftigste Grand Prix-winst voor een Duitse coureur.
- Derde wereldtitel voor Michael Schumacher en voor een Duitse coureur. Hiermee evenaarde Schumacher het record van Juan Manuel Fangio (1955), Jack Brabham (1966), Jackie Stewart (1973), Niki Lauda (1984), Nelson Piquet (1987), Alain Prost (1989) en Ayrton Senna (1991).

1999 · 2000 · 2001 · 2002 · 2003 · 2004 · 2005 · 2006 · 2007 · 2008 · 2009 · 2010 · 2011 · 2012 · 2013 · 2014 · 2015 · 2016 · 2017